# Marina Berti
Pour les articles homonymes, voir Berti.

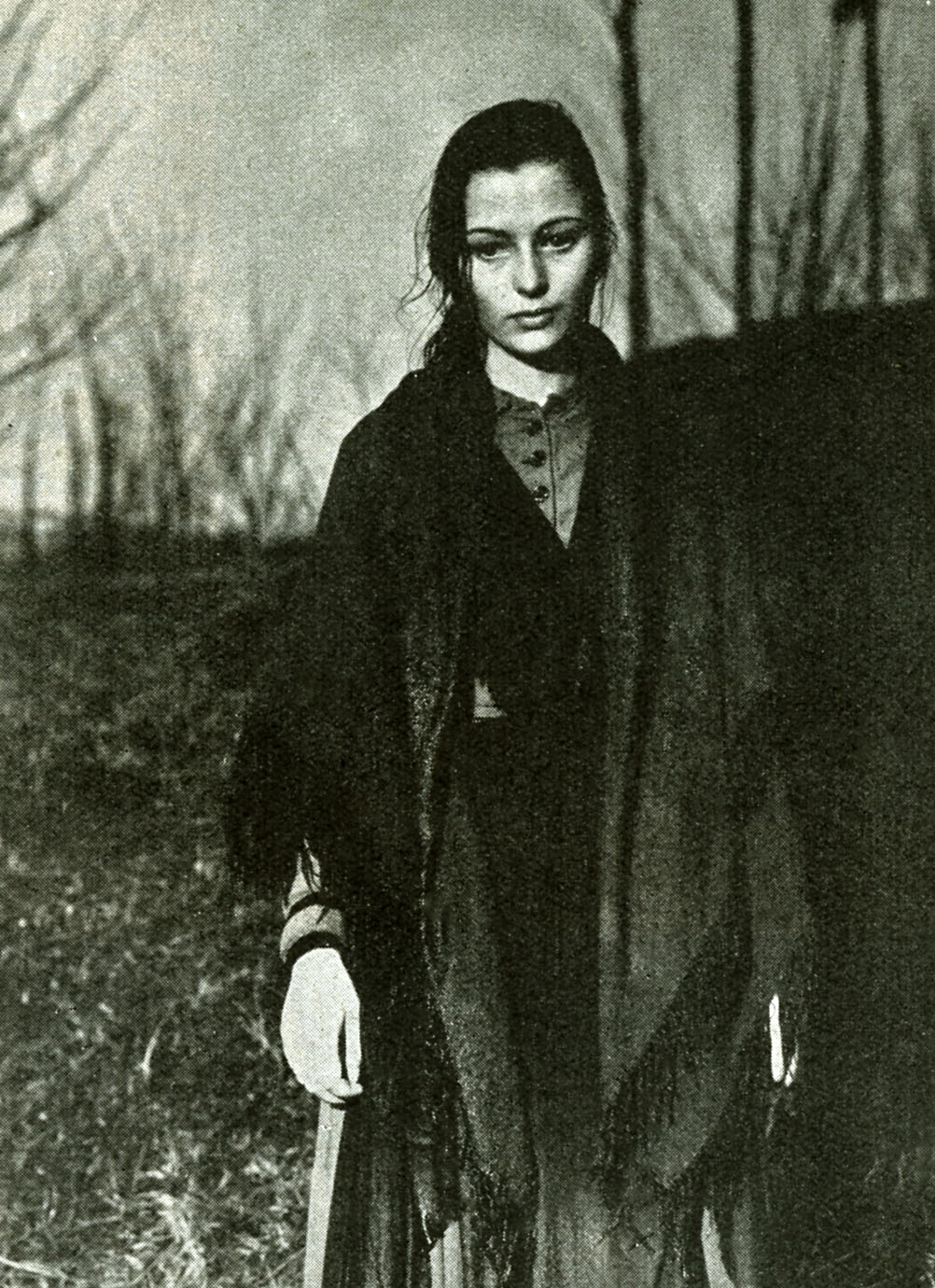
Marina Berti dans Giacomo l'idealista (1943).

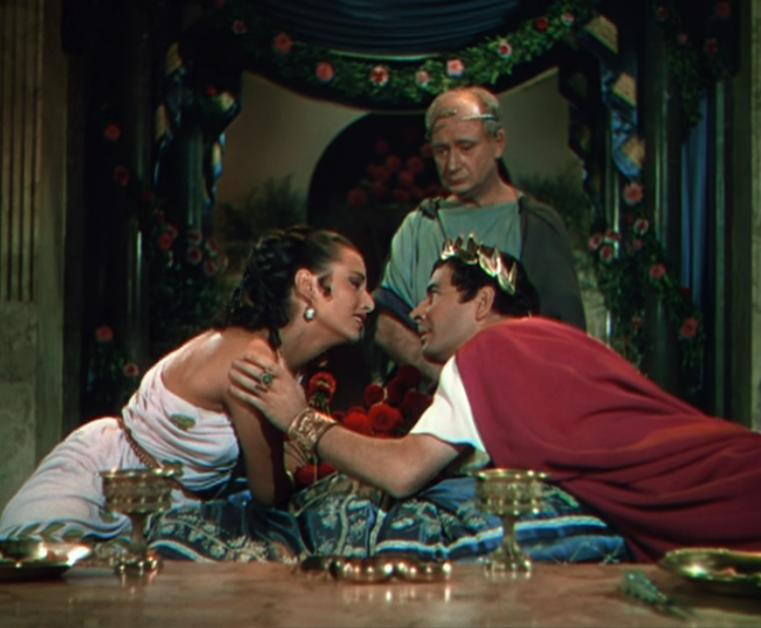
Avec Leo Genn (au premier plan), dans Quo Vadis (1951)

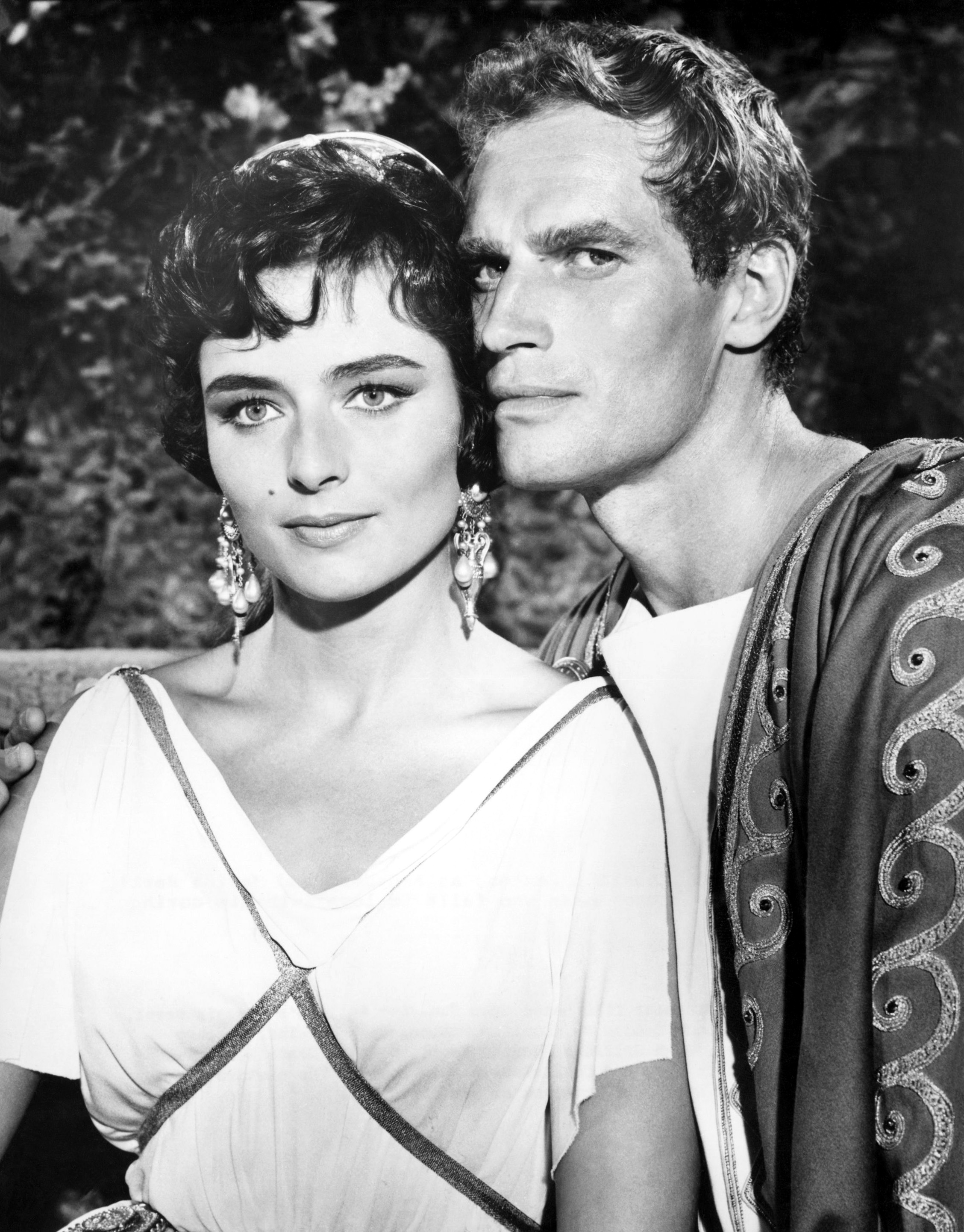
Avec Charlton Heston, dans Ben-Hur (1959, photo promotionnelle)

Elena Maureen Bertolini dite Marina Berti est une actrice italienne née le 29 septembre 1924 à Londres, en Angleterre, et morte le 29 octobre 2002 à Rome, en Italie.

## Biographie
Fille d'un émigrant italien au Royaume-Uni, elle est arrivée en Italie à la fin des années 1930 et s'est installée à Florence pour terminer ses études. Passionnée de théâtre, elle participe à quelques pièces pour faire ses débuts dans les studios EIAR de Radio Firenze.
En 1940, la jeune Berti s'installe à Rome pour entrer dans le monde du cinéma : remarquée par le réalisateur Piero Ballerini, elle fait ses débuts devant la caméra dans le film La fuggitiva (1941), dans un rôle mineur. En 1943, elle obtient le rôle principal de Giacomo l'idealista d'Alberto Lattuada. Elle est créditée du nom de scène Maurin Melrose dans Le Témoin, un film réalisé par Pietro Germi en 1945.
Actrice dotée d'une grande beauté et d'une intensité communicative, elle a joué tout au long des années 1950 et 1960 des rôles de premier plan dans des films tels que La Fièvre de vivre (1953), réalisé par son mari, Claudio Gora (pseudonyme d'Emilio Giordana), et Un eroe del nostro tempo (1960) de Sergio Capogna, un film sur la Résistance italienne. Elle a participé à des superproductions hollywoodiennes tournées aux studios de Cinecittà, telles que Quo Vadis (1951) de Mervyn LeRoy, Ben-Hur (1959) de William Wyler et Cléopâtre (1963) de Joseph L. Mankiewicz. Elle a également joué dans plusieurs productions françaises dont Madame Sans-Gêne (1961) de Christian-Jacque et Monsieur (1964) de Jean-Paul Le Chanois où elle donne la réplique à Jean Gabin. Elle jouera aussi dans le giallo français d'Yves Boisset Cran d'arrêt (1970), et poursuivra dans ce genre avec La Lame infernale (1974) de Massimo Dallamano et La bête tue de sang-froid (1975) d'Aldo Lado.
À la télévision, elle apparaît dans plusieurs séries et quatre téléfilms, entre 1955 et 1993.
Elle est décédée d'un cancer à Rome le 29 octobre 2002, à l'âge de 78 ans. Elle est enterrée au cimetière Flaminio à Rome.

## Filmographie

### Cinéma
- 1941 : La fuggitiva de Piero Ballerini : Lucia
- 1943 : Giacomo l'idealista d'Alberto Lattuada : Celestina
- 1943 : La valle del diavolo de Mario Mattoli : Greta Hansel
- 1943 : La storia di una capinera (it) de Gennaro Righelli : Maria Anselmi
- 1944 : La Femme de la montagne (La donna della montagna) de Renato Castellani : Zosi
- 1945 : La Porte du ciel (La porta del cielo) de Vittorio De Sica : une infirmière de la Croix rouge
- 1946 : Le Témoin (Il testimone) de Pietro Germi : Linda
- 1946 : Notte di tempesta (it) de Gianni Franciolini : Caterina
- 1946 : Symphonie fatale (Sinfonia fatale) de Victor Stoloff : Mirella
- 1947 : La Fille maudite (Preludio d'amore) de Giovanni Paolucci : Anna
- 1949 : Exodus (Il grido della terra) de Duilio Coletti : Dina
- 1949 : Échec à Borgia (Prince of Foxes) d'Henry King : Angela Borgia
- 1949 : Le Chevalier de la révolte (Vespro siciliano) de Giorgio Pastina : Laura
- 1950 : Le ciel est rouge (Il cielo e rosso) de Claudio Gora : Carla
- 1950 : Il sentiero dell'odio de Sergio Grieco
- 1950 : Le Déporté (Deported) de Robert Siodmak : Gina Carapia
- 1951 : Quo vadis de Mervyn LeRoy : Eunice
- 1951 : Deux GI en vadrouille (Up Front) d'Alexander Hall : Emi Rosso
- 1951 : Operazione mitra de Giorgio Cristallini : Marisa Rossi
- 1951 : Le Capitaine noir (it) (Il capitano nero) de Giorgio Ansoldi et Alberto Pozzetti : Barbara Vivaldi
- 1952 : La Reine de Saba (La regina di Saba) de Pietro Francisci : Zamira
- 1952 : Mère coupable (it) (La colpa di una madre) de Carlo Duse : Alma
- 1952 : Chair inquiète (Carne inquieta) de Silvestro Prestifilippo (it) : Fema Ferrara
- 1953 : Dans les faubourgs de la ville (Ai margini della metropoli) de Carlo Lizzani : Luisa
- 1953 : La Fièvre de vivre (Febbre  di vivere) de Claudio Gora : Lucia
- 1954 : D'Artagnan, chevalier de la reine (I cavalieri della regina) de Mauro Bolognini : Jacqueline Planchet
- 1955 : Abdullah le Grand (en) (Abdulla the Great) de Gregory Ratoff ; Aziza
- 1956 : Marie-Antoinette reine de France de Jean Delannoy : comtesse Gabrielle de Polignac
- 1956 : L'Épée de la vengeance (Il cavaliere dalla spada nera) de László Kiss et Luigi Capuano : comtesse Laura
- 1956 : À toi... toujours (Casta diva) de Carmine Gallone : Beatrice Turina
- 1957 : Les Aventures des trois mousquetaires (Le avventure dei tre moschettieri) de Joseph Lerner : Jacqueline Planchet
- 1959 : Ben-Hur de William Wyler : Flavia
- 1961 : Madame Sans-Gêne de Christian-Jacque : Elisa Bonaparte
- 1962 : Le Mercenaire (La Congiura dei dieci) d'Étienne Périer et Baccio Bandini : comtesse D'Osta
- 1962 : Le Tyran de Syracuse (Il tiranno di Siracusa) de Curtis Bernhardt : Mereka
- 1962 : La Sage-femme, le Curé et le Bon Dieu (Jessica) d'Oreste Palella (it) et Jean Negulesco : Filippella Risino
- 1963 : Cléopâtre (Cleopatra) de Joseph L. Mankiewicz : la reine à Tarsus
- 1963 : Face in the Rain (en) d'Irvin Kershner : Anna
- 1964 : Les Conséquences (Le conseguenze) de Sergio Capogna : Elena
- 1964 : Monsieur de Jean-Paul Le Chanois : Mme Danoni
- 1966 : Un ange pour Satan (Un angelo per Satana) de Camillo Mastrocinque : Illa
- 1967 : Un homme, un cheval et un pistolet (Un uomo , un cavallo, una pistola) de Luigi Vanzi : Ethel
- 1967 : Requiem pour une canaille (Qualcuno ha tradito) de Franco Prosperi : Ann
- 1969 : Mardi, c’est donc la Belgique (If it's Tuesday, This Must Be Belgium) de Mel Stuart : Gina
- 1969 : L'odio è il mio Dio de Claudio Gora : Blanche Durand
- 1970 : La Califfa d'Alberto Bevilacqua : Clémentine D'Oberdo
- 1970 : Cran d'arrêt d'Yves Boisset : la sœur d'Alberta
- 1971 : Tre nel mille de Franco Indovina
- 1973 : Buona parte di Paolina (it) de Nello Rossati : Mme de Chambaudoin
- 1974 : La Lame infernale (La polizia chiede aiuto) de Massimo Dallamano : Mme Polvesi
- 1974 : Pianeta Venere d'Elda Tattoli
- 1975 : La bête tue de sang-froid (L'ultimo treno della notte) d'Aldo Lado : Laura Stradi
- 1974 : Moïse (Mosè) de Gianfranco De Bosio : Élishéba
- 1975 : Divine Créature de Giuseppe Patroni Griffi : la tante de Manoela
- 1976 : Don Milani d'Ivan Angeli : La professeur
- 1976 : Il garofano rosso (it) de Luigi Faccini
- 1978 : Caresses bourgeoises (Una spirale di nebbia) d'Eriprando Visconti : Constanza San Germano
- 1985 : Il pentito de Pasquale Squitieri
- 1988 : La posta in gioco (it) de Sergio Nasca :
- 1992 : Ostinato destino de Gianfranco Albano : Eva Meyer
- 1992 : Dall'altra parte del mondo d'Arnaldo Catinari
- 2002 : Amen. de Costa-Gavras : la principale

### Télévision
- 1956 : I tre moschettieri (Série) : Jacqueline Planchet
- 1958 : Graditi ospiti (Téléfilm)
- 1960 : La pisana (Série)
- 1968 : L'Odyssée (L'Odissea) de Franco Rossi (Série) : Arete
- 1969 : Nero Wolfe (Série) : Callie Frost
- 1969 : Jekyll (Série) : Barbara Utterson
- 1969 : Giocando a golf una mattina (Série) : Mabel Scott
- 1977 : Jésus de Nazareth (Gesù di Nazareth) de Franco Zeffirelli (Série) : Elizabeth
- 1980 : La donna in bianco (Série) : Comtesse Fosco
- 1982 : Delitto di stato (Série) : Osanna
- 1985 : Embassy (Téléfilm) : Marina
- 1986 : L'ultima mazurka (Téléfilm)
- 1989 : Disperatamente Giulia (Série) : Silvia
- 1991 : La ragnatela (Série)
- 1992 : Mit dem Herzen einer Mutter (Téléfilm) : Carla DeConti
- 1992 : L'Edera (Série) : Mère supérieure Marta
- 1992-1993 : SchloB Hohenstein - Irrwege zum Gluck (Série) : Fürstin Federica di Veneria